# Kandiaro
Kandiaro (en ourdou : كنڈيارو) est une ville pakistanaise située dans le district de Naushahro Feroze, dans le nord de la province du Sind. C'est la troisième plus grande ville du district, après Moro et Mehrabpur. Elle est située à moins de 100 kilomètres au sud de Larkana.
La population de la ville a été multipliée par près de quatre entre 1972 et 2017, passant de 9 365 habitants à 39 379. Entre 1998 et 2017, la croissance annuelle moyenne s'affiche à 3,1 %, supérieure à la moyenne nationale de 2,4 %. Selon le recensement de 2023, la population de la ville monte à 44 382 habitants.
La ville est essentiellement sindie, puisque plus de 94 % des habitants en parlent la langue, tandis que 4 % ont l'ourdou pour langue maternelle.
Essentiellement musulmane, la ville inclut une petite minorité hindoue, comptant presque 500 fidèles.
Le taux d'alphabétisation de la ville s'élève à 70 % en 2023 (contre une moyenne nationale de 61 %), dont 79 % pour les hommes et 61 % pour les femmes.
|            | 1972 (rec.) | 1981 (rec.) | 1998 (rec.) | 2017 (rec.) | 2023 (rec.) |
| ---------- | ----------- | ----------- | ----------- | ----------- | ----------- |
| Population | 9 365       | 12 355      | 21 957      | 39 379      | 44 382      |